# Posta Fibreno
Posta Fibreno es una localidad y comune italiana de la provincia de Frosinone, región de Lacio, con 1.230 habitantes.

## Evolución demográfica
| Gráfica de evolución demográfica de Posta Fibreno entre 1861 y 2001 |
|                                                                     |
| Fuente ISTAT - elaboración gráfica de Wikipedia                     |